# Band of Beginners
Band of Beginners, aanvankelijk bekend als Beginners, is een Nederlandse indiepopband uit Amsterdam rond zangeres en violiste Susanne Linssen. De oorsprong van de muzikanten liggen in verschillende bekende groepen uit de stal van Excelsior Recordings.

## Geschiedenis
Linssen was voor zij Band of Beginners oprichtte actief in de formaties Seedling en Hospital Bombers. Nadat Hospital Bombers een rustperiode inlaste, besloot Linssen een eigen project te starten. Ze vroeg hiervoor drumster Marit de Loos, een vriendin van haar die voorheen bij Caesar speelde en bassist en gitarist Geert de Groot, die actief was in Fatal Flowers, Claw Boys Claw en Scram C Baby. Het drietal begon samen de nummers van Linssen uit te werken in de studio van Jan Schenk, die ook zanger en gitarist is in Linssens band Hospital Bombers. Tijdens de opnames werd er gewerkt met diverse gastmuzikanten, waaronder drummer Kees Schaper van Sky Pilots en Tom Pintens van Zita Swoon en Roosbeef. Ook gitarist Maarten Kooijman, die voorheen speelde in Johan en de band van Alex Roeka, werd gevraagd bij te dragen. De samenwerking met Kooijman verliep zo goed, dat hij gevraagd werd om als eerste gitarist toe te treden tot de band.
Begin 2014 begon de band op te treden op diverse kleine locaties en in mei van dat jaar verzorgden ze het voorprogramma voor Moss tijdens diens promotietour voor het album We both know the rest is noise. In de zomer van 2014 speelden ze op het festival Into the Great Wide Open (festival) op Vlieland. In september 2014 verscheen het album September sunburn op Excelsior Recordings. Hierna volgde een clubtour.
Eind 2014 werd alle het materiaal van de band, die zich toen nog Beginners noemde, verwijderd van Spotify en YouTube, na een merkrechtenclaim van een Amerikaanse band met dezelfde naam. Uiteindelijk besloot de band zijn naam te veranderen in Band of Beginners.

## Bandleden
- Susanne Linssen - zang, viool, altviool, gitaar
- Geert de Groot - basgitaar, gitaar
- Maarten Kooijman - gitaar, zang
- Marit de Loos - drums, zang

## Discografie

### Albums
| Album met eventuele hitnotering(en) in de Nederlandse Album Top 100 | Datum van verschijnen | Datum van binnenkomst | Hoogste positie | Aantal weken | Opmerkingen |
| ------------------------------------------------------------------- | --------------------- | --------------------- | --------------- | ------------ | ----------- |
| September sunburn                                                   | 4-9-2014              |                       |                 |              |             |